# 2 février aux Jeux olympiques d'hiver de 2022
Pour un article plus général, voir Jeux olympiques d'hiver de 2022.
Le mercredi 2 février aux Jeux olympiques d'hiver de 2022 est le premier jour de compétition.

## Programme
| Heure UTC+8 (Pékin)                           |               |
| bleu                                          | Cérémonie     |
| neutre                                        | Épreuve       |
| or                                            | Finale        |
| orange                                        | Petite finale |
| rose                                          | Reporté       |
| gris                                          | Annulé        |
| Compétition masculine                         | Hommes        |
| Compétition féminine                          | Femmes        |
| Compétition mixte (hommes et femmes mélangés) | Mixte         |
| Compétition en couple (1 homme et 1 femme)    | Couple        |
| modifier                                      |               |

| Horaire | Discipline Spécialité | Discipline Spécialité | Discipline Spécialité                         | Phase                    | Résultats | Références |
| ------- | --------------------- | --------------------- | --------------------------------------------- | ------------------------ | --------- | ---------- |
| 20 h 05 |                       | Curling Double mixte  | Compétition mixte (hommes et femmes ensemble) | Premier tour 1re session | 5-9       | -          |
| 20 h 05 |                       | Curling Double mixte  | Compétition mixte (hommes et femmes ensemble) | Premier tour 1re session | 5-6       | -          |
| 20 h 05 |                       | Curling Double mixte  | Compétition mixte (hommes et femmes ensemble) | Premier tour 1re session | 6-7       | -          |
| 20 h 05 |                       | Curling Double mixte  | Compétition mixte (hommes et femmes ensemble) | Premier tour 1re session | 7-6       | -          |

## Tableau des médailles provisoire
- Pays organisateur (Chine)

| Aucune médaille n'a été attribuée. | Aucune médaille n'a encore été attribuée. |